# Margreid an der Weinstraße
Margreid an der Weinstraße är en ort och kommun i provinsen Sydtyrolen i regionen Trentino-Sydtyrolen i Italien. Kommunen hade 1 274 invånare (2018).